# 국가은행

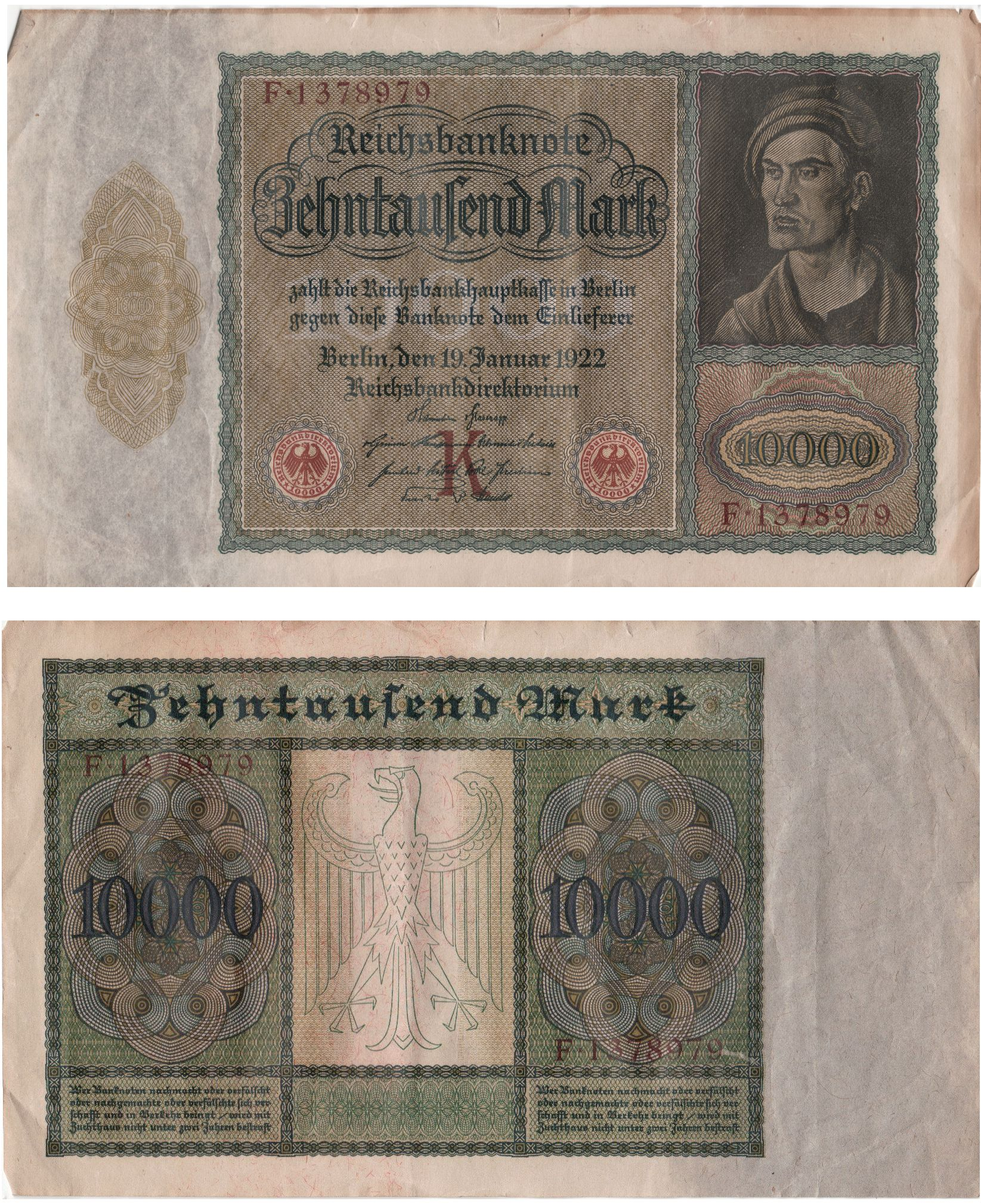
1922년 국가은행이 발행한 10,000 마르크 지폐. 워터마크는 스캔 이미지에서는 보이지 않는다.

국가은행(독일어: Reichsbank 라이히스방크[*])은 1876년부터 1945년까지 존재한 독일의 중앙 은행이었다. 국가은행은 독일 제국이 설립된 1871년으로부터 잠시 뒤인 1876년 1월 1일에 설립되었다. 국가은행은 원래 프로이센의 민간 중앙 은행으로, 독일 제국 정부의 통제를 받고 있었다.국가은행의 초대 은행장은 헤르만 폰 데첸트였다. 1871년 독일의 통일 전까지 독일에는 31개의 중앙 은행(화폐 은행이라는 뜻의 Notenbanken이라고 불렸다)이 있었고, 독립적이었던 주(州)들은 각자의 고유한 화폐를 발행했다. 1870년에는 더 이상의 중앙 은행 설립을 금지하는 법이 통과되었고, 1874년에는 독일 제국의회에 의해 발의된 수표거래법은 이후 몇 차례의 수정과 타협을 거쳐 1875년에 통과되었다. 그러나 국가은행의 설립 이후에도 네 개의 Notenbanken---Baden, Bavaria, Saxony, Württemberg---은 1914년까지 존재했다.
국가은행의 역사는 다소 불안했다. 제1차 세계 대전까지 국가은행은 매우 안정된 통화였던 금 마르크를 발행했다. 그러나 전쟁 지출은 물가 인상을 초래했고 마르크의 가치는 하락하기 시작했다. 1918년 독일 제국의 패전과 연합국에게 지불해야 하는 전쟁 배상금으로 인한 경제적인 부담, 그리고 초창기의 사회적 불안은 1922년부터 1923년까지 초인플레이션을 초래했다. 금 본위 화폐였던 마르크는 본위가 없는 파피어마르크(종이 마르크)가 되었다.
새로운 화폐(렌텐마르크)의 발행이나 1924년의 도우스 계획 등의 경제 개혁은 독일 통화가 안정적으로 성장할 수 있도록 하여 바이마르 공화국의 경제 전망을 개선했다. 도우스 계획에 의해 이루어진 핵심 개혁 중 하나가 제국 정부로부터 독립된 국가은행을 설립한 것이었다. 1924년 8월 30일 국가은행은 라이히스마르크를 발행하기 시작했고, 이는 1948년까지 독일의 화폐로 사용되었다.